# Ултравиолетово излъчване
Ултравиолетовите лъчи (UV) са електромагнитно излъчване с дължина на вълната по-малка от тази на видимата светлина, но по-голяма от тази на рентгеновите лъчи, между 10 и 400 nm, и с енергия между 3,1 и 12,4 електронволта. Наименованието им идва от факта, че тази част от спектъра включва честотите, непосредствено след тези, идентифицирани от хората като виолетов цвят. Както личи от името, те са невидими за човешкото око.
Ултравиолетовото излъчване се съдържа в спектъра на слънчевата светлина, а в земни условия може да се генерира от електрическите дъги или от предназначени за тази цел лампи. Макар и да е класифицирано като нейонизиращо излъчване, то може да предизвиква някои химични реакции, а при някои вещества и флуоресценция. В ежедневието най-честата проява на ефекта на ултравиолетовите лъчи на Слънцето е в предизвикваното от тях слънчево изгаряне, но те имат и много други ефекти върху човека, както полезни, така и вредни.

## Откриване
Откриването на ултравиолетовите лъчи е свързано с наблюдението, че сребърните соли (като сребърните халогениди и др.), използвани по-късно във фотографията, потъмняват, когато върху тях попадне слънчева светлина. През 1801 г. германският физик Йохан Вилхелм Ритер забелязва, че виолетови лъчи на самата граница на видимия спектър особено ефективно предизвикват потъмняване на хартия, накисната в сребърен хлорид. Ритер ги нарича „оксидиращи лъчи“ поради стимулираните от тях химични реакции, разграничавайки ги от „топлинните лъчи“ (както тогава са известни инфрачервените лъчи) в другия край на видимия спектър. Скоро се възприема по-простият термин „химически лъчи“, който се използва до края на XIX век. След това термините „химически“ и „топлинни лъчи“ са заменени съответно от „ултравиолетово“ и „инфрачервено“ излъчване.
Вакуумното ултравиолетово излъчване (с дължина на вълната под 200 nm), което се наблюдава по-трудно, тъй като до голяма степен се поглъща от въздуха, е открито през 1893 година от германеца Виктор Шуман.

## Ултравиолетов спектър
Спектърът на ултравиолетовото излъчване се подразделя по различни начини в различните области на науката и техниката. Предварителният стандарт на Международната организация по стандартизация ISO-DIS-21348, предназначен за определяне на слънчевата радиация, описва следните диапазони:
| Название                                    | Съкращение | Вълнов обхват   | Енергия на фотона |
| ------------------------------------------- | ---------- | --------------- | ----------------- |
| Ултравиолет A (дълги вълни, черна светлина) | UVA        | 400 nm – 315 nm | 3,10 eV – 3,94 eV |
| Близък ултравиолет                          | NUV        | 400 nm – 300 nm | 3,10 eV – 4,13 eV |
| Ултравиолет B (средни вълни)                | UVB        | 315 nm – 280 nm | 3,94 eV – 4,43 eV |
| Среден ултравиолет                          | MUV        | 300 nm – 200 nm | 4,13 eV – 6,20 eV |
| Ултравиолет C (къси вълни, дезинфекционни)  | UVC        | 280 nm – 100 nm | 4,43 eV – 12,4 eV |
| Далечен ултравиолет                         | FUV        | 200 nm – 122 nm | 6,20 eV – 10,2 eV |
| Вакуумен ултравиолет                        | VUV        | 200 nm – 100 nm | 6,20 eV – 12,4 eV |
| Долен ултравиолет                           | LUV        | 100 nm – 88 nm  | 12,4 eV – 14,1 eV |
| Суперултравиолет                            | SUV        | 150 nm – 10 nm  | 8,28 eV – 124 eV  |
| Краен ултравиолет                           | EUV, XUV   | 121 nm – 10 nm  | 10,2 eV – 124 eV  |

Във фотолитографията и лазерната техника терминът дълбоки ултравиолетови или DUV се отнася за лъчения с дължина под 300 nm. Вакуумните ултравиолетови лъчи се наричат така, тъй като се поглъщат от въздуха и за да се използват за практически цели (например в спектрофотометрите), е необходимо да се осигури камера с вакуум. В дълговълновата част на този диапазон основното поглъщащо вещество е кислородът, поради което в него може да се работи в безкислородна атмосфера, обикновено чист азот.